# Пуцикін Олексій Вікторович
Олексій Вікторович Пуцикін (15 листопада 1980, Лиманське, Одеська область, УРСР — 12 серпня 2008, Джава) — російський офіцер українського походження. Старший лейтенант ПДВ РФ, Герой Російської Федерації (посмертно).

## Біографія
Син військовослужбовця. З 1995 року жив у селі Вязьма-Брянська Вяземського району Смоленської області, де у 1998 році закінчив середню школу.
З 1998 по 2003 курсант Рязанського повітрянодесантного командного училища, після закінчення якого був направлений на службу до 76-ї десантно-штурмової дивізії де був призначений командиром взводу 234-го парашутно-десантного полку. У його складі з 11 лютого по 10 грудня 2004 року перебував у відрядженні в Чечні. 
В серпні 2008 брав участь у вторгненні в Грузію. Заступник командира з озброєння 4-ї десантно-штурмової роти свого полку. 
12 серпня 2008 року у складі російської колони прямував до Цхінвалі. У районі селища Джава колона зазнала штурмового удару грузинської авіації. Від попадання снаряда спалахнула БМД, де знаходився Пуцикін, але той залишився живим і пересів в іншу машину. Незабаром колона була атакована грузинськими військами із засідки. У бою загинув від кульового поранення в голову, ймовірно, від снайперського вогню. Похований на цвинтарі «Орлеці-3» у Пскові.

## Нагороди
Отримав декілька нагород серед яких:
- Герой Російської Федерації (5 вересня 2008 року, посмертно), за «мужність та героїзм, виявлені при виконанні військового обов'язку у Північно-Кавказькому регіоні».
- Орден «Уацамонга» (20 лютого 2019 року, посмертно) — за мужність та героїзм, виявлені при відбитті агресії Грузії проти народу Південної Осетії у серпні 2008 року.